# CD-RW
CD-RW (англ. Compact Disc-ReWritable) е вид компактдиск, позволяващ многократен запис и изтриване на данни. На български се нарича презаписваем компактдиск. Техническата спецификация на формата CD-RW е описана в стандарта Orange Book – Part III. По време на разработването си този формат се е наричал CD-E (CD-Erasable).

## История
Първите дискове CD-RW са произведени през 1996 г. от фирмите Philips, Sony, Hewlett-Packard, Mitsubishi Chemical Corporation и Ricoh, и са съдържали до 650 MB информация. По-новите дискове съдържат около 700 МВ. По правило CD-ROM устройствата произведени преди 1997 г. не са можели да четат тези дискове, главно поради по-ниската им отражателна способност. За записа им се използват CD-RW записвачки, които могат да записват и CD-R. Всички DVD записвачки също записват CD-RW дискове.

## Принцип на четене и запис
CD-RW дисковете, наподобяват по структура много на CD-R, но при тях записващият слой се състои от специална сплав – обикновено сребро, индий, антимон и телур (AgInSbTe). Първоначално тази сплав е поликристална и има по-висока отражателна способност. В процеса на запис слоят се загрява от лазерен лъч с висока мощност до темератури от порядъка на 500 – 700 °C. Това води до стопяване на материала и преминаването му в аморфно състояние, а с това и намаляване на отражателната способност. Така засветените участъци, подобно на CD-R диска представляват питовете (питове се наричат вдлъбнатинките на компактдиска), докато незасветените участъци – ландовете (площадките между питовете).
При четене мощността на лазерния лъч е много по-малка и не разрушава записаната информация. При изтриване аморфният материал се загрява до по-ниски температури от порядъка на 200 °C, при което той не се стопява, а преминава от аморфно в поликристално състояние, като отново се увеличава отражателната му способност. Поради по-малката прозрачност на този материал отражателната способност не надвишава 15 – 25%. Това, както и по-ниските нива на ВЧ (HF) сигналите, прави CD-RW дисковете неотговарящи на стандартите за CD и CD-R – Red Book и Orange Book – Part II. Това изисква много по-чувствителна оптика на четящите устройства и е причина за недобрата съвместимост на тези дискове с всички CD устройства.

## Запис на CD-RW дискове
Както при CD-R диска и тук записът се прави на отделни сесии, като след всяка от тях може да се добавя следваща, докато се запълни целия диск. След това дискът може да се изтрие напълно и е готов да се записва отново. По данни на производителите тази технология позволява до 1000 пъти презапис без загуба на данните. Изтриването става по два начина: пълно или бързо изтриване. Пълното изтриване е по-бавно, но осигурява конфиденциалност на изтритата информация. При бързото изтриване се заличават само мета данните. Така е възможно с помощта на специални програми да се възстанови „изтритата информация“. Важна разлика между CD-R и CD-RW дисковете е, че възстановеното (след изтриване) поликристално състояние на материала деградира постепенно до аморфно от само себе си и губи записаната впоследствие информация. По тази причина CD-RW дисковете не са пригодни за дълготрайно архивиране.
Както при CD-R така и при CD-RW е възможна технологията на запис packet writing, правеща записа (но не и изтриването) на диска подобен на външен вид на записа върху флопи диск. За тази цел са разработени софтуерни програми като Roxio DirectCD, Nero AG InCD, Sonic Solutions Drive Letter Access. Многократният презапис по този начин е ограничен, поради това че форматираните CD-RW изглежда деградират по-бързо от неформатираните (виж packet writing, DirectCD и други).
Първоначално се е смятало, че с презапиваемите дискове ще може да се работи като с големи дискети – да се добавят и трият файлове и папки по произволен начин. Разработена е съответна технология, наречена DirectCD. На по-старите CD-RW дискове има надписи: „DirectCD Formated“. Но тази технология не заработи на практика – след неколкократно триене и записване на данни дискът губеше информацията, а много често поставянето му в CD устройството водеше до забиване на компютъра. Поради което тази технология отпадна и презаписваемите дискове се записват като обикновени мултисесийни записваеми дискове, но в един момент може да се изтрият и да се почне отначало.